# Бангладешско-сенегальские отношения
Бангладешско-сенегальские отношения — двусторонние дипломатические отношения между Бангладеш и Сенегалом. Сенегал был первой африканской страной, признавшей Бангладеш после обретения ею независимости в 1971 году. Бангладеш имеет посольство в Дакаре, в то время как Сенегал не имеет постоянного посла в Бангладеш. Отношения между двумя странами считаются дружескими, и обе страны работают над дальнейшем сотрудничеством и укреплением отношений.

## Сотрудничество на международных форумах
В 2003 году Сенегал поддержал кандидатуру Бангладеш на пост Генерального секретаря Организации исламского сотрудничества.

## Экономическое сотрудничество
Бангладеш и Сенегал проявляют взаимную заинтересованность в расширении двусторонней экономической деятельности между двумя странами и предпринимают необходимые шаги в этом направлении. Сенегал выразил заинтересованность в инвестировании в перспективные сектора Бангладеш. Кроме того, Бангладеш предложила Сенегалу привлечь квалифицированную рабочую силу из Бангладеш, которая внесла бы вклад в социально-экономическое развитие страны.